# Chimarra adnama
Chimarra adnama är en nattsländeart som beskrevs av Malicky 1993. Chimarra adnama ingår i släktet Chimarra och familjen stengömmenattsländor. Inga underarter finns listade i Catalogue of Life.